# Vulcano (planeta hipotético)

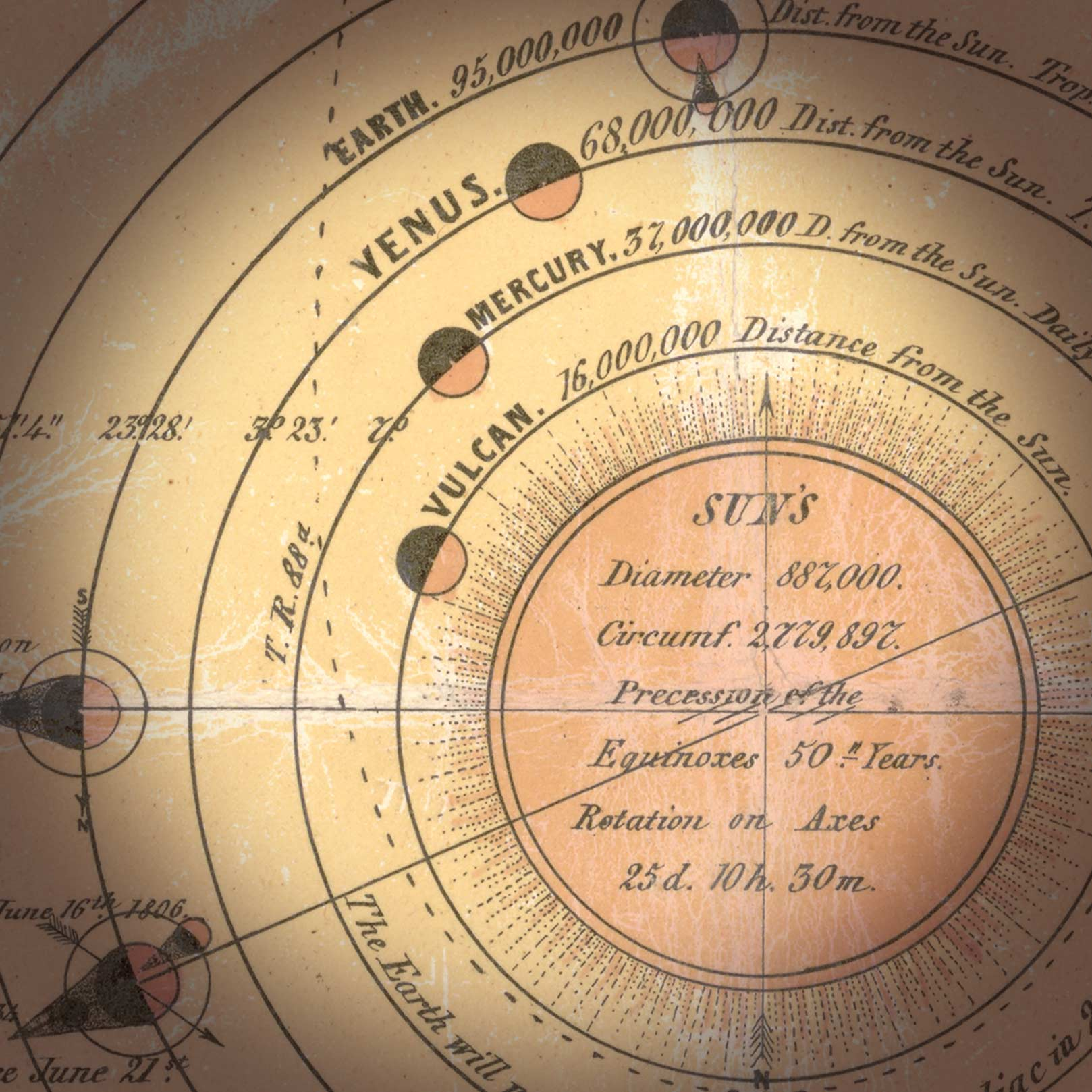
Vulcano en un diagrama del Sistema Solar fabricado para escuelas en 1846, poco antes del descubrimiento de Neptuno por la misma persona que teorizó, Urbain Le Verrier.

Vulcano fue un hipotético planeta que algunos astrónomos pensaban que existía en una órbita entre Mercurio y el Sol propuesto en septiembre de 1859 por el matemático y astrónomo francés Urbain Le Verrier.

## Argumentos de su existencia
En 1840, el director del Observatorio de París, François Arago, y el matemático francés Urbain Jean Joseph Le Verrier trataron de explicar la variación de 43 segundos de arco que se había detectado en el perihelio del planeta Mercurio. Su estudio se construyó basándose en la Ley de la Gravitación Universal de Isaac Newton.
En 1859, Le Verrier publicó su teoría en la que proponía la existencia de un pequeño planeta que perturbaba la órbita de Mercurio, del mismo modo que la órbita de Urano se ve perturbada por la órbita de Neptuno, tal y como él mismo había predicho con anterioridad.

## Búsqueda de Vulcano
Tras la publicación de la hipótesis de Le Verrier, numerosos astrónomos aficionados e incluso profesionales afirmaron haberlo visto, en especial el astrónomo aficionado Edmond Modeste Lescarbault. Incluso anteriormente, entre 1826 y 1843, el astrónomo aficionado Heinrich Schwabe, farmacéutico de profesión, intentó encontrar el planeta observando diariamente el disco del Sol, sin obtener ningún resultado. Sin embargo, mientras buscaba infructuosamente el hipotético planeta Vulcano, Schwabe descubrió el ciclo undecenal de las manchas solares que se hacían visibles bajo la fotosfera solar.
Debido a su proximidad al Sol, más reducida que la de Mercurio, Vulcano era invisible prácticamente todo el tiempo: sólo durante los eclipses solares o durante sus supuestos tránsitos podía intentarse su búsqueda.
Aunque el peso de Urbain Le Verrier era considerable, pocos astrónomos creían seriamente en su existencia: tras el eclipse total de julio de 1860 observado desde España, en el cual no fue avistado pese a las mejoras instrumentales y fotográficas, el astrónomo alemán Christian Heinrich Friedrich Peters confesó a la prensa: “Me niego a perder el tiempo buscando los míticos pájaros de Le Verrier”.[cita requerida] Tras el fallecimiento de éste, el 23 de septiembre de 1877, la existencia de Vulcano corría peligro al perder un apoyo tan importante.
El clímax de su infructuosa búsqueda llegó con el eclipse total de sol del 29 de julio de 1878, visible en Estados Unidos. Gran número de astrónomos norteamericanos desplazaron sus instrumentos, relojes y cámaras fotográficas por buena parte de la geografía nacional, para efectuar un barrido sistemático de las inmediaciones solares: en una de las principales expediciones, dirigida por el astrónomo James Craig Watson en la ciudad de Rawlins (Wyoming), estuvo el propio Thomas Alva Edison no sólo para asistir al evento sino para probar uno de sus nuevos inventos, un termómetro muy sensible al calor solar. Otro equipo no menos importante, dirigido por Simon Newcomb, se instaló en Separation (Wyoming), no lejos del equipo anterior. Aunque las observaciones no fueron definitivas ni estaban claras (debido a la extensa corona solar), Watson estuvo convencido el resto de su vida de haber observado no uno, sino dos planetas intramercuriales. Estas observaciones fueron criticadas por Peters quien aseguró (con razón) que sólo se trataba de las estrellas Theta Cancri y Zeta Cancri.
Durante la siguiente expedición para observar un nuevo eclipse solar total, en 1883, el astrónomo Edward S. Holden, sucesor de Watson, efectuó nuevamente delicadas observaciones de las inmediaciones solares: tampoco tuvo éxito en la búsqueda pese a las mejoras instrumentales.

## Fin de la búsqueda
Finalmente, en 1915, Einstein explicó el origen del corrimiento perihélico de Mercurio utilizando su teoría de la relatividad general: las variaciones en la órbita eran producidas como subproducto de la fuerza gravitacional del Sol. Sus ecuaciones predijeron la órbita de Mercurio, así como las del resto de los planetas, con una precisión sin precedentes.
A partir de entonces, quedó descartada la hipótesis de la existencia del planeta Vulcano.